# Fort Phil Kearny
Fort Phil Kearny – w latach 60. XIX wieku posterunek United States Army w dzisiejszym północno-wschodnim Wyomingu na szlaku Bozemana. Budowę rozpoczęły 13 lipca 1866 roku kompanie A, C, E i H z 2. batalionu 18. pułku piechoty pod okiem dowódcy pułku i dowódcy Obszaru Górskiego płk Henry’ego Carringtona. Posterunek został nazwany na cześć gen. Philipa Kearny'ego, znanego dowódcy z okresu wojny secesyjnej. Nazwy nie należy mylić z nazwą posterunku w Nebrasce – Fort Kearny – który otrzymał imię wuja generała, Stephena Kearny'ego.

## Lokalizacja
Fort znajdował się po wschodniej stronie gór Bighorn na północy dzisiejszego hrabstwa Johnson, 23 km na północ od Buffalo. Wraz z Fortem Reno i Fortem C.F. Smith został ulokowany na szlaku Bozemana, w kraju rzeki Powder, w okresie największego nasilenia walk z Indianami dla ochrony poszukiwaczy złota i osadników wędrujących na północ od rozgałęzienia szlaku oregońskiego do dzisiejszego stanu Montana.

## Opis
Fort Phil Kearny był największą z fortyfikacji położonych wzdłuż szlaku. Jego 2-metrowej wysokości palisada ograniczała powierzchnię 69 000 m². Cała palisada miała 456 metrów długości, zamykając teren szerokości 180 m na północnym krańcu i 73 m na południowym. By ją postawić, trzeba było około 4000 pni drzew. W roku 1867 obliczano, że dla wzniesienia budynków zużyto ponad 200 tysięcy metrów bieżących desek i 130 tysięcy cegieł adobe.

## Krótka historia
Fort był bliski ukończenia w grudniu 1866, kiedy to jego garnizon został zluzowany przez 27. pułk piechoty. W najgorętszym okresie garnizon liczył 400 żołnierzy: 9 oficerów, lekarza oraz 329 podoficerów i szeregowych w pięciu kompaniach piechoty z 18. i 27. pułku (w tym nowo zwerbowaną kompanię K), a także 1 oficera i 60 żołnierzy kompanii C 2. pułku kawalerii. Ponadto w forcie stacjonowało 150 cywilnych pracowników kontraktowych.
Fort, dla Indian „znienawidzony posterunek nad Little Piney”, odegrał ważną rolę w wojnie Czerwonej Chmury. Pobliże fortu było miejscem masakry oddziału Fettermana i bitwy na barykadzie wozów. W roku 1868 linia kolejowa Union Pacific dotarła tak daleko na zachód, że imigranci mogli docierać do terenów złotonośnych Montany przez dzisiejszy stan Idaho, porzucając niebezpieczny szlak Bozemana. Wszystkie trzy forty na szlaku zostały opuszczone przez armię w wyniku podpisania traktatu pokojowego w Forcie Laramie. Wkrótce potem zostały zniszczone przez Indian.
Fort Phil Kearny, wraz z miejscami masakry Fettermana i bitwy na barykadzie wozów, został uznany za Narodowy Pomnik Historyczny USA w roku 1960.